# Centrale houlomotrice de Mutriku
La centrale houlomotrice de  Mutriku est une centrale à vagues commandée par l'Agence basque de l'énergie dans la baie de Mutriku dans le golfe de Gascogne et est la première usine brise-lames utilisant l'énergie des vagues au monde avec plusieurs turbines. L'usine dispose de 16 turbo-alternateurs d'une capacité totale de 300 kW. Elle a été inaugurée le 8 juillet 2011,,,.